# والتر لويس (لاعب كرة قدم أمريكية)
والتر لويس (بالإنجليزية: Walter Lewis)‏ هو لاعب كرة قدم أمريكية ولاعب كرة قدم كندية أمريكي، ولد في 26 أبريل 1962 في بريوتون في الولايات المتحدة.